# 孔多羅馬區
孔多羅馬區（西班牙語：Distrito de Condoroma），是秘魯的一個區，位於該國南部庫斯科大區的埃斯皮納爾省，始建於1834年8月29日，面積513.36平方公里，海拔高度4,737米，2005年人口1,589，人口密度每平方公里3.1人。